# XXII Cos d'Exèrcit (Bàndol republicà)
El XXII Cos d'Exèrcit va ser una formació militar pertanyent a l'Exèrcit Popular de la República que va lluitar durant la Guerra Civil Espanyola. Va arribar a operar als fronts de Terol, Llevant i Extremadura, jugant un paper rellevant durant la contesa. Durant la major part de la seva existència la unitat va estar manada pel tinent coronel Juan Ibarrola Orueta.

## Historial
La unitat va ser creada al setembre de 1937 —en el si del nou Exèrcit de Maniobra—, quedant a càrrec del tinent coronel Ricardo Burillo Stholle durant la seva etapa de formació. Posteriorment el comandament de la unitat passaria al comandant de la GNR Juan Ibarrola Orueta, un veterà de la guerra al Nord.

### Batalla de Terol
Al desembre de 1937 la formació, integrada a l'Exèrcit de Llevant i composta per les divisions 11a i 25a, va participar en la batalla de Terol. Tenia la seva caserna general a Alcanyís. El 15 de desembre van començar les operacions. Les unitats del XXII Cos, situades al nord-oest i sud-oest de Terol, respectivament, van començar a avançar fins a trobar-se entre si; amb això es va tancar el cèrcol sobre la capital terolenca. Aquest èxit va suposar que Ibarrola fos ascendit al rang de tinent coronel. Durant les següents setmanes les divisions 11a i 25a van cobrir el perímetre exterior del cèrcol, repel·lint els contraatacs franquistes. El 31 de desembre la 40a Divisió va ser agregada al XXII Cos, com a reforç enfront de la pressió enemiga. Terol va acabar rendint-se el 7 de gener de 1938.
La unitat posteriorment va passar a rereguarda, en un període de repòs. Al febrer de 1938 va arribar a participar en les operacions de la batalla de l'Alfambra.

### Campanya de Llevant
Al començament de l'ofensiva de Llevant per les forces franquistes el XXII Cos agrupava les divisions 19a i 47a, i es trobava situat en el sector d'Albocàsser. Durant les següents setmanes la formació va resistir les escomeses enemigues, i hagué de cedir algunes posicions. Al començament de juny, davant la possibilitat de quedar tancats, el XXII Cos es va retirar de les seves posicions a Albocàsser —després de gairebé dos mesos de resistència−, ocupant noves posicions en la línia fortificada que anava des d'Orpesa fins a la Barona. Per al 18 de juny es trobava combatent amb les forces del Cos d'Exèrcit de Galícia, amb el qual sostindria una forta lluita per la possessió de la localitat d'Onda. Molt infringit per aquests combats, seria retirat del front i passat a la reserva general. A mitjan juliol va llançar potents contraatacs contra les forces franquistes, buscant alleujar la pressió de l'amenaçat XVII Cos d'Exèrcit al front de Terol.

### Final de la guerra
El XXII Cos va sortir molt infringit de la campanya de Llevant, per la qual cosa al desembre de 1938 va ser profundament reorganitzat. Al començament de 1939 la unitat, que per a aquestes dates es trobava composta per les divisions 47a, 70a i 10a, va ser enviada a la zona de Còrdova-Extremadura per a intervenir en la prevista ofensiva de Valsequillo. Durant les primeres jornades de l'atac republicà el XXII va tenir una bona actuació, aconseguint un profund avanç i la conquesta de diverses poblacions importants. No obstant això, l'ofensiva republicana acabaria estancant-se i, finalment, fracassaria. Després d'això el XXII Cos va tornar a la zona de Llevant.
Al març de 1939, després de produir-se el cop de Casado, el tinent coronel Ibarrola va donar suport als colpistes. No obstant això, aquesta no va ser l'actitud de tots els oficials del cos. El tinent coronel José Recalde Vela —comandant de la 47a Divisió i oposat al cop— va arribar a destituir Ibarrola i va assumir temporalment el comandament del XXII Cos d'Exèrcit. Finalment la temptativa no va prosperar i es va restablir la situació. La unitat es va autodissoldre en els últims dia de la guerra.

## Comandaments
Comandants
- tinent coronel d'infanteria Ricardo Burillo Stholle;
- comandant de la GNR Juan Ibarrola Orueta;[16]

Comissaris
- Ramon Farré i Gassó, del PSUC;[17][18]

Caps d'Estat Major
- comandant d'infanteria José Cebrecos Louriel;
- comandant de carabiners Antonio Pérez Quijano;[12]
- capità d'enginyers Francisco Piorno Mezquita;

## Ordre de batalla
| Data               | Exèrcit adscrit     | Divisions integrades | Front de batalla |
| Desembre de 1937   | Exèrcit de Llevant  | 11a i 25a            | Terol            |
| Febrer de 1938     | Exèrcit de Maniobra | 66a, 28a i 25a       | Terol            |
| Abril de 1938      | Exèrcit de Maniobra | 47a, «A» i «E»       | Llevant          |
| 30 d'abril de 1938 | Exèrcit de Maniobra | 19a, 41a i 47a       | Llevant          |
| Juny de 1938       | Exèrcit de Llevant  | 47a, 70a i 68a       | Llevant          |
| 5 d'agost de 1938  | Exèrcit de Llevant  | 47a, 61a i 67a       | Llevant          |
| Novembre de 1938   | Reserves            | 47a, 67a i 70a       | Llevant          |
| Gener de 1939      | GERC                | 10a, 47a i 70a       | Extremadura      |
| 5 de març de 1939  | Exèrcit de Llevant  | 47a i 70a            | Llevant          |